# سیارک ۱۲۴۳۹
سیارک ۱۲۴۳۹ (به انگلیسی: 12439 Okasaki، نامگذاری:1996CA3) دوازده هزار و چهارصد و سی و نهمین سیارک کشف شده‌است که در ۱۵ فوریه ۱۹۹۶ کشف شد.
قدر مطلق سیارک برابر ۴۶.۷ است.